# ミスエルテ
ミスエルテ（Mi Suerte）は、日本の競走馬である。主な勝ち鞍は、2016年のファンタジーステークス。馬名は、スペイン語で「私の幸運」。

## 経歴

### 2歳（2016年）
2016年9月24日、阪神競馬場芝1600メートルの新馬戦で、川田将雅の騎乗でデビュー。父・FrankelはG1競走10勝を含む14戦全勝、母・ミスエーニョはアメリカのG1優勝馬という血統のためデビュー前から注目されており、単勝1.3倍の1番人気に推された。レースでは、道中は中団を追走し、直線では馬なりのまま2着に2馬身差を付けて優勝した。
次走は、重賞初挑戦となるファンタジーステークスに出走し、単勝1.4倍の1番人気に支持された。スタートで出遅れたが2着に1馬身1/4差をつけて優勝した。
当初は牝馬限定戦の阪神ジュベナイルフィリーズを予定していたが、競走後の回復が遅れているとして、その1週後に行われた牡馬との混合戦である朝日杯フューチュリティステークスに出走。ここでも1番人気に推されたが、サトノアレスの4着に敗れた。

### 3歳（2017年）
この年は、気性面を考慮して牝馬クラシック第1戦となる桜花賞へ直行。この競走では、同じフランケル産駒であり阪神ジュベナイルフィリーズやチューリップ賞など4戦4勝であったソウルスターリングが大きな注目を集め、単勝1.4倍の圧倒的な人気に推された。以下、クイーンカップ優勝馬のアドマイヤミヤビ（5.1倍）、アルテミスステークス優勝馬でチューリップ賞3着のリスグラシュー（14.5倍）、チューリップ賞で2着だったミスパンテール（15.8倍）と続き、ミスエルテは16.7倍の5番人気であった。レースでは中団を進むも伸びず、レーヌミノルの11着に敗れた。
次走はNHKマイルカップに出走。後方待機から直線で追い込むも、アエロリットの7着だった。
その後の休養を挟み、スワンステークスに出走。気性面の問題から、これまでにGI競走で出走していた1600メートルから1400メートルに距離を短縮した。また、カイ食いが細く、デビュー以来、常に前走より体重を減らしていたが、NHKマイルカップから24キログラムの大幅な増加での出走となった。しかし、レースでは18頭中15着に敗れ、続く阪神カップ（芝1400メートル）でも15着だった。

### 4歳（2018年） - 5歳（2019年）
2018年の初戦は京都牝馬ステークスを選択、7着に敗れたが、川田は「一時期よりは雰囲気も変わってきましたので、このままいい方向に向かってほしいです」と前向きなコメントを残している。しかし、その後のレースでも精彩を欠き夏以降は1000万下条件に降格、2019年5月16日付けでJRA競走馬登録を抹消し、現役を引退した。引退後はノーザンファームで繁殖牝馬となる。

## 競走成績
以下の内容は、netkeiba.comの情報に基づく。
| 競走日     | 競馬場 | 競走名        | 格       | 距離（馬場）  | 頭 数 | 枠 番 | 馬 番 | オッズ （人気） | 着順 | タイム （上がり3F） | 着差 | 騎手         | 斤量 [kg] | 1着馬（2着馬）     | 馬体重 [kg] |
| ---------- | ------ | ------------- | -------- | ------------- | ----- | ----- | ----- | --------------- | ---- | ------------------- | ---- | ------------ | --------- | ------------------ | ----------- |
| 2016.09.24 | 阪神   | 2歳新馬       |          | 芝1600m（稍） | 15    | 5     | 08    | 001.30（1人）   | 01着 | R1:47.7（33.5）     | -0.3 | 川田将雅     | 54        | （デルマコイウタ） | 464         |
| 0000.11.05 | 京都   | ファンタジーS | GIII     | 芝1400m（良） | 12    | 1     | 01    | 001.40（1人）   | 01着 | R1:21.8（33.6）     | -0.2 | 川田将雅     | 54        | （ショーウェイ）   | 458         |
| 0000.12.18 | 阪神   | 朝日杯FS      | GI       | 芝1600m（良） | 18    | 7     | 13    | 002.40（1人）   | 04着 | R1:35.8（34.7）     | -0.4 | 川田将雅     | 54        | サトノアレス       | 454         |
| 2017.04.09 | 阪神   | 桜花賞        | GI       | 芝1600m（稍） | 17    | 1     | 01    | 016.70（5人）   | 11着 | R1:35.4（35.9）     | -0.9 | 川田将雅     | 55        | レーヌミノル       | 450         |
| 0000.05.07 | 東京   | NHKマイルC    | GI       | 芝1600m（良） | 18    | 6     | 12    | 012.20（5人）   | 07着 | R1:33.1（34.3）     | -0.8 | 川田将雅     | 55        | アエロリット       | 446         |
| 0000.10.28 | 京都   | スワンS       | GII      | 芝1400m（重） | 18    | 8     | 17    | 016.90（8人）   | 15着 | R1:23.4（35.7）     | -1.0 | 川田将雅     | 52        | サングレーザー     | 470         |
| 0000.12.23 | 阪神   | 阪神C         | GII      | 芝1400m（良） | 18    | 8     | 16    | 037.2（11人）   | 15着 | R1:20.5（34.7）     | -1.0 | 川田将雅     | 54        | イスラボニータ     | 464         |
| 2018.02.17 | 京都   | 京都牝馬S     | GIII     | 芝1400m（良） | 12    | 4     | 04    | 012.10（6人）   | 07着 | R1:23.6（34.3）     | -0.6 | 川田将雅     | 54        | ミスパンテール     | 468         |
| 0000.05.27 | 京都   | 安土城S       | OP       | 芝1400m（良） | 17    | 5     | 09    | 027.70（8人）   | 06着 | R1:21.0（33.5）     | -0.3 | 北村友一     | 53        | ダイメイフジ       | 466         |
| 0000.07.28 | 小倉   | 由布院特別    | 1000万下 | 芝1200m（良） | 13    | 4     | 04    | 002.50（1人）   | 13着 | R1:08.6（34.3）     | -1.7 | 北村友一     | 55        | エイシンデネブ     | 462         |
| 2019.03.17 | 阪神   | 山陽特別      | 1000万下 | 芝1200m（稍） | 12    | 6     | 07    | 006.40（3人）   | 06着 | R1:10.2（35.1）     | -0.6 | 戸崎圭太     | 55        | ウインストラグル   | 462         |
| 0000.05.12 | 京都   | 4歳上1000万下 |          | 芝1200m（良） | 16    | 3     | 05    | 009.80（5人）   | 09着 | R1:08.5（33.9）     | -0.8 | B.アヴドゥラ | 55        | タイセイブレーク   | 466         |

## 繁殖成績
|       | 馬名             | 生年   | 性 | 毛色 | 父               | 馬主                     | 厩舎           | 戦績           |
| ----- | ---------------- | ------ | -- | ---- | ---------------- | ------------------------ | -------------- | -------------- |
| 初仔  | テネールスエルテ | 2020年 | 牝 | 鹿毛 | ロードカナロア   | （有）サンデーレーシング | 栗東・安田翔伍 | 3戦0勝（引退） |
| 2番仔 | ミエスペランサ   | 2021年 | 牝 | 鹿毛 | リアルスティール | （有）サンデーレーシング | 栗東・池江泰寿 | 5戦3勝（現役） |
| 3番仔 | ジャサルディア   | 2022年 | 牝 | 鹿毛 | キズナ           | （有）サンデーレーシング | 美浦・萩原清   | 1戦0勝（現役） |
| 4番仔 | ミスエルテの2024 | 2024年 | 牝 | 鹿毛 | シルバーステート |                          |                |                |

- 2025年4月11日現在

## 血統表
| ミスエルテの血統            | ミスエルテの血統                                | ミスエルテの血統                                | （血統表の出典）                                | （血統表の出典） |
| 父系                        | サドラーズウェルズ系                            | サドラーズウェルズ系                            | サドラーズウェルズ系                            |                  |
| 父 Frankel 2008年 鹿毛      | 父の父Galileo 1998年 鹿毛                       | Sadler's Wells                                  | Northern Dancer                                 | Northern Dancer  |
| 父 Frankel 2008年 鹿毛      | 父の父Galileo 1998年 鹿毛                       | Sadler's Wells                                  | Fairy Bridge                                    |                  |
| 父 Frankel 2008年 鹿毛      | 父の父Galileo 1998年 鹿毛                       | Urban Sea                                       | Miswaki                                         | Miswaki          |
| 父 Frankel 2008年 鹿毛      | 父の父Galileo 1998年 鹿毛                       | Urban Sea                                       | Allegretta                                      |                  |
| 父 Frankel 2008年 鹿毛      | 父の母Kind 2001 鹿毛                            | *Danehill                                       | Danzig                                          | Danzig           |
| 父 Frankel 2008年 鹿毛      | 父の母Kind 2001 鹿毛                            | *Danehill                                       | Razyana                                         |                  |
| 父 Frankel 2008年 鹿毛      | 父の母Kind 2001 鹿毛                            | Rainbow Lake                                    | Rainbow Quest                                   | Rainbow Quest    |
| 父 Frankel 2008年 鹿毛      | 父の母Kind 2001 鹿毛                            | Rainbow Lake                                    | Rockfest                                        |                  |
| 母 ミスエーニョ 2007 黒鹿毛 | 母の父Pulpit 1994年 鹿毛                        | A.P. Indy                                       | Seattle Slew                                    | Seattle Slew     |
| 母 ミスエーニョ 2007 黒鹿毛 | 母の父Pulpit 1994年 鹿毛                        | A.P. Indy                                       | Weekend Surprise                                |                  |
| 母 ミスエーニョ 2007 黒鹿毛 | 母の父Pulpit 1994年 鹿毛                        | Preach                                          | Mr. Prospector                                  | Mr. Prospector   |
| 母 ミスエーニョ 2007 黒鹿毛 | 母の父Pulpit 1994年 鹿毛                        | Preach                                          | Narrate                                         |                  |
| 母 ミスエーニョ 2007 黒鹿毛 | 母の母Madcap Escapade 2001年 鹿毛               | ヘネシー                                        | Storm Cat                                       | Storm Cat        |
| 母 ミスエーニョ 2007 黒鹿毛 | 母の母Madcap Escapade 2001年 鹿毛               | ヘネシー                                        | Island Kitty                                    |                  |
| 母 ミスエーニョ 2007 黒鹿毛 | 母の母Madcap Escapade 2001年 鹿毛               | Sassy Pants                                     | Saratoga Six                                    | Saratoga Six     |
| 母 ミスエーニョ 2007 黒鹿毛 | 母の母Madcap Escapade 2001年 鹿毛               | Sassy Pants                                     | Special Portion                                 |                  |
| 母系(F-No.)                 | 23号族(FN:23-b)                                 | 23号族(FN:23-b)                                 | 23号族(FN:23-b)                                 | [ § 2 ]          |
| 5代内の近親交配             | Mr. Prospector 4×5、Northern Dancer 4×5（父内） | Mr. Prospector 4×5、Northern Dancer 4×5（父内） | Mr. Prospector 4×5、Northern Dancer 4×5（父内） | [ § 3 ]          |
| 出典                        | 1. 2. 3.                                        | 1. 2. 3.                                        | 1. 2. 3.                                        | 1. 2. 3.         |

- 半妹に2024年のフラワーカップに優勝したミアネーロ（父・ドゥラメンテ）[20]、2025年のフィリーズレビューに優勝したショウナンザナドゥ（父・キズナ）がいる。